# Eduardo Romero Paz
Eduardo Romero Paz (? - Sevilla, 1900) fou un polític espanyol, diputat a Corts pel districte de Dénia durant la restauració borbònica.
Membre del Partit Liberal Fusionista, a les eleccions generals espanyoles de 1886 fou elegit diputat pel districte de Dénia amb el suport de Joaquín de Orduña y Feliu. A les eleccions de 1891, però, fou derrotat, encara que aconseguí la reelecció pel mateix districte a les eleccions generals espanyoles de 1893 i 1898.